# Большой Сухояш
Большо́й Сухоя́ш (тат. Зур Сукаеш) — село в Азнакаевском районе Республики Татарстан. Административный центр Сухояшского сельского поселения.

## Этимология
Топоним произошёл от татарского слова «олы» (большой) и гидронима на татарском языке «Сукаеш» (Сухояш).

## География
Село расположено в Восточном Закамье на реке Сухояш, в 12 км к северу от города Азнакаево.

## История
Большой Сухояш — деревня ясачных татар (государственных крестьян) и башкир-вотчинников Юрмийской волости.
Известна с 1738 года.
В Российском государственном архиве древних актов, в фонде Мензелинской воеводской канцелярии хранится дело «Об отнятии коровы и причинении побой, татарину деревни Сухояш Абалеву, татарином деревни Бикметевой Алымяковым»,  датированное 3 марта 1738 года.  
По третьей ревизии (1762 год), в деревне Сухояш, Тюрка Сухояш  были учтены  ясачные татары в количестве 21, 1 и 3 (всего 25) душ мужского пола. Другой ревизской книгой в деревне Сукаиш, что на речке Сукаише учтены 18 ревизских душ ясачных татар, входящих в команду Ерминской волости старшины Казбулата Мютюкова. Согласно материалам четвертой ревизии (1782 год), в деревне Сухояшево   числились 39 душ мужского пола ясачных татар, другой ревизской книгой в деревне Сухояш были учтены 13 ревизских душ тептярей, входивших в команду старшины  Аитмамбета Ишметева.  
В 1816 году учтены 144 ревизских душ припущенников военного звания, 70 ревизских душ государственных крестьян, 1 башкир-вотчинник.
В 1822 году в 56 дворах проживали 141 душа мужского пола тептярей, 56 душ мужского пола ясачных татар, 9 душ мужского пола отставных солдат. 
По 8-й ревизии (1834 год), в деревне Сухояш Большой были учтены 185 тептярей, (столько же женщин), живущих по припуску башкир, с учинением договора 1742 года, 3 башкира-вотчинника. В 1850 году — 4 башкира-вотчинника.   
В «Списке населенных мест по сведениям 1859 года», изданном в 1864 году, населённый пункт упомянут как казённая и башкирская деревня Большой Сухояш 1-го стана Бугульминского уезда Самарской губернии. Располагалась при речке Сухояше, в 55 верстах от уездного города Бугульмы и в 50 верстах от становой квартиры в казённой и башкирской деревне Альметева (Альметь-муллина). В деревне в 189 дворах жили 896 человек (424 мужчины и 472 женщины). Была мечеть. Учтены 323 ревизские души припущенников военного звания, 106 — государственных крестьян, 8 башкир-вотчинников (всего 896 жителей в 89 дворах). 
По сведениям 1897 года, в деревне Большой Сухояш Бугульминского уезда Самарской губернии проживало 1334 человека (635 мужчин, 699 женщин), из них 1329 мусульманина.

## Население
| 1795 | 1859 | 1890 | 1920 | 1926 | 1938 | 1949 | 1958 | 1970 | 1979 | 1989 | 2002 | 2010 | 2015 |
| ---- | ---- | ---- | ---- | ---- | ---- | ---- | ---- | ---- | ---- | ---- | ---- | ---- | ---- |
| 293  | 896  | 1291 | 1586 | 944  | 1052 | 765  | 603  | 548  | 449  | 462  | 455  | 466  | 453  |

Национальный состав
Согласно результатам переписи 2002 года, в национальной структуре населения татары составили 99 %.

## Религия
В 2009 году в селе была  открыта мечеть. 

### Комментарии
1. ↑  души мужского пола